# لويجي بونلي
بونلّي (بالإيطالية: Luigi Bonelli)‏ Luigi Bonelli (1865 - 1947 م) هو مستشرق إيطالي.
من آثاره: متن في تعليم اللغة التركية، بعنوان: «التركية لغة تخاطب» Il turco parlato (ميلانو سنة 1910 م). و معجم صغير تركي ـ إيطالي Lessico turco – italiano (روما سنة 1939 م).